# Валентівці
Валентівці (словац. Valentovce) — село в Словаччині, Меджилабірському окрузі Пряшівського краю. Розташоване в північно-східній частині Словаччини недалеко кордону з Польщею.

## Історія
Давнє лемківське село. Вперше згадується у 1808 році.

## Храм
У селі є православна церква святих Петра і Павла з 20 століття.

## Населення
| Рік:            | 1994. | 2004.    | 2014.    | 2024.    |
| --------------- | ----- | -------- | -------- | -------- |
| Кількість осіб: | 55    | 39       | 43       | 38       |
| Різниця:        |       | -29,09 % | +10,25 % | -11,62 % |

| Рік:            | 2023. | 2024.   |
| --------------- | ----- | ------- |
| Кількість осіб: | 37    | 38      |
| Різниця:        |       | +2,70 % |

В селі проживає 41 особа.
Національний склад населення (за даними останнього перепису населення — 2001 року):
- русини — 57,14 %
- словаки — 35,71 %
- українці — 7,14 %

Склад населення за приналежністю до релігії станом на 2001 рік:
- православні— 83,33 %,
- греко-католики  11,90 %.